# Juan Carlos Monedero Fernández-Gala

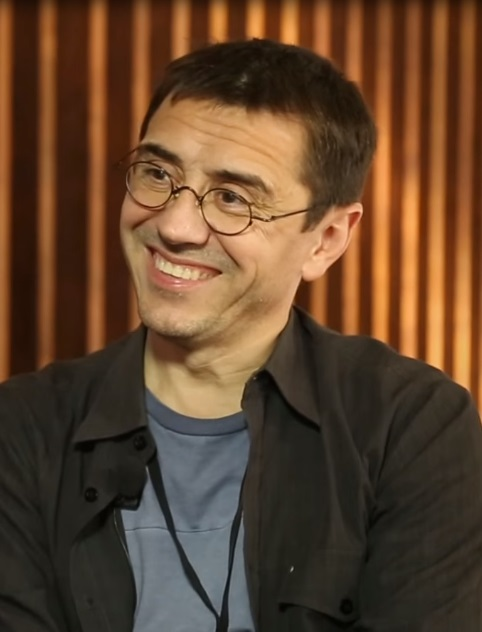
Juan Carlos Monedero, el 2015 durant una entrevista.

Juan Carlos Monedero Fernández-Gala (Madrid, 12 de gener de 1963) és un politòleg i escriptor espanyol, professor de Ciència Política a la Universitat Complutense de Madrid.

## Formació i trajectòria acadèmica
Monedero estudià economia, i es llicencià en ciències polítiques i sociologia a la Universitat Complutense de Madrid (UCM). Feu els seus estudis de doctorat a la Universitat Ruprecht Karls de Heidelberg (Alemanya) entre 1989 i 1992, sota la direcció del politòleg Klaus von Beyme. La seva tesi doctoral (Causas de la disolución de la República Democrática Alemana. La ausencia de legitimidad: 1949-1989) va ser llegida a la UCM el 1996.
És professor de Ciència Política a la UCM des de 1992, on desenvolupa part de la seva tasca investigadora i imparteix assignatures relacionades amb les institucions polítiques, la Teoria de l'Estat, Amèrica Llatina, el sistema polític d'Espanya i el procés de mundialització. Ha estat professor convidat en diverses universitats tant europees (Londres, Berlín) com llatinoamericanes (Argentina, Mèxic, Colòmbia, Veneçuela).

## Assessor i analista polític
A més de la seva tasca docent i investigadora, Juan Carlos Monedero ha exercit funcions d'assessoria política. Ha estat assessor del polític Gaspar Llamazares entre 2000 i 2005, durant la seva etapa de coordinador general d'Esquerra Unida. També ha estat assessor del govern veneçolà d'Hugo Chávez entre 2005 i 2010, tant directament amb el president de la República Bolivariana de Veneçuela, com al ministeri de Planificació o al Centre Internacional Miranda (on va ser responsable de formació).
Ha col·laborat en diversos mitjans de comunicació, tant de premsa com televisió. Ha estat columnista en diaris com el Público, articulista ocasional a El País i col·laborador en programes de debat polític com La Tuerka de Tele K i Fort Apache, presentades per Pablo Iglesias. Actualment col·labora al diari La Marea, a CuartoPoder i al seu blog personal.

## Àmbit acadèmic i pràctica política
Juan Carlos Monedero ha defensat críticament la Revolució Bolivariana, emmarcada en el socialisme del segle XXI. Sobre Chávez, ha afirmat que, per la seva lluita contra el neoliberalisme i l'esforç en favor de la integració llatinoamericana, era «l'últim alliberador d'Amèrica Llatina», i que el procés polític d'Amèrica Llatina era exemple per a un món que està immers en una «crisi sistèmica capitalista». Després de la mort de Chávez va valorar el seu significat per trencar l'hegemonia dels Estats Units a Amèrica Llatina i construir un procés d'integració regional i va criticar la posició interessada dels mitjans de comunicació en un intent de «guerra mediàtica».
Se'l considera pròxim al moviment 15-M i alguns mitjans l'han qualificat com al seu «ideòleg», encara que ell sosté que a ningú se li pot atribuir tal condició. Ha afirmat, sobre el moviment polític i social del 15-M, que «és el millor que li ha passat a la democràcia».
El gener de 2014 va formar part de Podem, juntament amb altres coneguts intel·lectuals i activistes com Pablo Iglesias.

### Polèmica i judici amb el Partit Popular
El 2003 el Partit Popular (PP) es va querellar contra Juan Carlos Monedero per ser el propietari del domini d'Internet noalaguerra.org. El lloc web mostrat en aquest domini, allotjat a Nodo50, se centrava en la crítica del PP, llavors al capdavant del govern d'Espanya, per la seva implicació en el suport a la invasió de l'Iraq de 2003 i la posterior guerra de l'Iraq. El PP va considerar que part dels continguts constituïen injúries i calúmnies contra el mateix partit i diversos dirigents, amb afirmacions del tipus «còmplices d'assassinat» en referència als diputats populars que havien donat el seu suport, en votació secreta, a la participació espanyola a la guerra d'Iraq. L'acusació va demanar pena de cinc anys de presó contra Monedero o el nom dels responsables de la pàgina. En la seva defensa va argumentar que s'havia limitat a finançar la iniciativa d'alguns alumnes i que la querella del PP atenia motius polítics per la seva implicació en contra de la guerra a Iraq.

## Obra publicada
- Iglesias Turrión, Pablo; Monedero, Juan Carlos. ¡Que no nos representan!: El debate sobre el sistema electoral español.  Popular, 2011, p. 127. ISBN 9788478845156.
- Monedero, Juan Carlos. Curso urgente de política para gente decente.  Seix Barral, 2013, p. 246. ISBN 9788432220814.